# Mount Amak
Mount Amak je stratovulkán Aleutského řetězce o nadmořské výšce 448 metrů. Sopka se nachází severně od Aljašského poloostrova v Bristolském zálivu na ostrově Amak. Je to nejvýchodnějším z Aleutských ostrovů. Celkový objem sopky je asi 1 kubických kilometrů. Během erupcí v letech 1700 až 1710 a 1796 se vytvořily blokové lávové proudy. Dřívější lávové proudy, vzniklé pravděpodobně před 4000 až 5000 lety, se skládají převážně z andezitové lávy.